# Ji-Paraná
Ji-Paraná là một đô thị thuộc bang Rondônia, Brasil. Đô thị này có diện tích 6897 km², dân số năm 2007 là 107638 người, mật độ 15,61 người/km².